# Templand
 (septembre 2023).
Templand est un village situé dans le Dumfries and Galloway, en Écosse.